# 柳林路站
柳林路站是一个位于中国天津市河西區柳林街道柳林路，属于天津地铁10号线的地铁车站。

## 車站出口
柳林路站共设4个出口，各出口及周围设施如下所示：
|              |      |            |                      |
| 出口编号     | 照片 | 地点       | 可到达目的地         |
| 出口 · A     |      | 柳林路西侧 | 柳林路               |
| 出口 · B · 1 |      | 柳林路东侧 | 天津医学高等专科学校 |
| 出口 · B · 2 |      | 柳林路东侧 | 天津医学高等专科学校 |
| 出口 · C     |      | 长湖路南侧 | 天津市安定医院       |

## 换乘交通
本站开通初期，曾在车站北侧设有95路终点站“柳林路地铁站”，但2024年7月起因柳悦桥建设，该公交场站及南侧大部分柳林路路段被施工单位征用，95路缩短至灰堆南站且与本站失去接驳关系。